# Curling Québec
 (janvier 2022).
Curling Québec est une fédération sportive québécoise dont le mandat est de regrouper et développer les clubs de curling au Québec. Divisée en 10 associations régionales, la fédération regroupe 69 clubs et environ 10 000 membres. Elle est l'une des 14 associations membres de Curling Canada.

## Histoire
Curling Québec est fondé en 1976. L'organisation obtient de Sports Québec le titre de fédération sportive en 2006.